# Otinotus tribulis
Otinotus tribulis är en insektsart som beskrevs av Capener 1969. Otinotus tribulis ingår i släktet Otinotus och familjen hornstritar. Inga underarter finns listade i Catalogue of Life.